# Serie A 1986-1987 (calcio femminile)
L'edizione 1986-1987 è stata la ventesima edizione del campionato italiano di Serie A femminile di calcio, la prima sotto la gestione della Federazione Italiana Giuoco Calcio (FIGC) dopo lo scioglimento della Federazione Italiana Giuoco Calcio femminile (FIGCF).
La Lazio ha conquistato lo scudetto per la terza volta nella sua storia. Il titolo di capocannoniere della Serie A è andato alla danese Susanne Augustesen, calciatrice della Despar Trani 80, autrice di 34 gol. Sono retrocessi in Serie B il Firenze, la Juventus e la Roma.
La Coppa Italia, che avrebbe dovuto iniziare il 14 settembre 1986 con un numero ridotto di partecipanti per le troppe rinunce (solo 7 gironi di 4 squadre ciascuno), non fu fatta disputare a causa dei troppi impegni della nazionale e dalla mancanza assoluta di giornate libere, problema dovuto soprattutto al forzato adeguamento delle società ai campionati passati alla nuova gestione FIGC.

## Stagione

### Novità
Al termine della stagione 1985-1986 il Padova e la Urbe Tevere sono stati retrocessi in Serie B. A seguito dell'allargamento della Serie A da 14 a 16 squadre sono stati promossi la Reggiana, il Torino, la Juve Siderno e il Milan 82, classificatisi ai primi due posti dei due gironi della Serie B 1985-1986. A seguito della rinuncia a iscriversi alla Serie A del Verona e del Somma Vesuviana, il Napoli e l'Ascoli già retrocessi in Serie B, sono stati riammessi.

### Formato
Le 16 squadre partecipanti si affrontano in un girone all'italiana con partite di andata e ritorno per un totale di 30 giornate. Le ultime tre classificate retrocedono in Serie B.

## Squadre partecipanti
| Club                 | Stagione | Città                      | Stagione 1985-1986    |
| -------------------- | -------- | -------------------------- | --------------------- |
| Ascoli Sabelli       | dettagli | Ascoli Piceno              | 3º posto in Serie B/A |
| Despar Trani 80      | dettagli | Trani (BA)                 | 1º posto in Serie A   |
| Firenze Casa 77      | dettagli | Firenze                    | 10º posto in Serie A  |
| Giugliano G.B. Casa  | dettagli | Giugliano in Campania (NA) | 3º posto in Serie A   |
| Juventus Bastino     | dettagli | Torino                     | 5º posto in Serie A   |
| Lazio CF             | dettagli | Roma                       | 6º posto in Serie A   |
| Milan 82 Frigerio    | dettagli | Milano                     | 2º posto in Serie B/B |
| Modena Ritt Jeans    | dettagli | Modena                     | 4º posto in Serie A   |
| Napoli Select Legumi | dettagli | Napoli                     | ?                     |
| Pordenone Friulvini  | dettagli | Pordenone                  | 9º posto in Serie A   |
| Prato                | dettagli | Prato (FI)                 | 11º posto in Serie A  |
| Reggiana             | dettagli | Reggio Emilia              | 1º posto in Serie B/A |
| R.I.A.C. Fiammamonza | dettagli | Monza (MI)                 | 8º posto in Serie A   |
| ACF Roma             | dettagli | Roma                       | 12º posto in Serie A  |
| Siderno SIARC        | dettagli | Siderno (RC)               | 1º posto in Serie B/B |
| Torino S.I.E.M.      | dettagli | Venaria Reale (TO)         | 2º posto in Serie B/A |

## Classifica finale
|  | Pos. | Squadra               | Pt | G  | V  | N  | P  | GF | GS  | DR  |
|  | ---- | --------------------- | -- | -- | -- | -- | -- | -- | --- | --- |
|  | 1.   | Lazio CF              | 53 | 30 | 26 | 1  | 3  | 83 | 16  | +67 |
|  | 2.   | Despar Trani 80       | 52 | 30 | 24 | 4  | 2  | 95 | 20  | +75 |
|  | 3.   | R.I.A.C. Fiammamonza  | 41 | 30 | 18 | 5  | 7  | 43 | 27  | +16 |
|  | 4.   | Napoli Select Legumi  | 37 | 30 | 13 | 11 | 6  | 39 | 24  | +15 |
|  | 5.   | Modena Ritt Jeans     | 35 | 30 | 13 | 9  | 8  | 54 | 33  | +21 |
|  | 6.   | Siderno SIARC         | 34 | 30 | 11 | 12 | 7  | 38 | 29  | +9  |
|  | 7.   | Torino S.I.E.M.       | 31 | 30 | 14 | 3  | 13 | 45 | 44  | +1  |
|  | 8.   | Reggiana              | 31 | 30 | 11 | 9  | 10 | 41 | 45  | -4  |
|  | 9.   | Milan 82 Frigerio     | 26 | 30 | 9  | 8  | 13 | 30 | 38  | -8  |
|  | 10.  | Giugliano G.B. Casa   | 26 | 30 | 9  | 8  | 13 | 35 | 45  | -10 |
|  | 11.  | Pordenone Friulvini   | 25 | 30 | 6  | 13 | 11 | 36 | 44  | -8  |
|  | 12.  | Prato                 | 22 | 30 | 6  | 10 | 14 | 23 | 50  | -17 |
|  | 13.  | Ascoli Sabelli        | 21 | 30 | 7  | 7  | 16 | 29 | 46  | -15 |
|  | 14.  | Firenze Casa 77       | 21 | 30 | 7  | 7  | 16 | 29 | 52  | -23 |
|  | 15.  | Juventus Bastino (-3) | 20 | 30 | 5  | 13 | 12 | 35 | 51  | -16 |
|  | 16.  | ACF Roma              | 2  | 30 | 0  | 2  | 28 | 13 | 104 | -91 |

Legenda:
      Campione d'Italia
      Retrocesse in Serie B 1987-1988
Note:
Due punti a vittoria, uno a pareggio, zero a sconfitta.
La Juventus Bastino ha scontato 3 punti di penalizzazione per tre rinunce.

## Risultati

### Calendario
| andata      | 1ª giornata         | ritorno     |
| 22 nov 1986 |                     | 14 mar 1987 |
| 1-1         | Ascoli-Roma         | 3-2         |
| 5-0         | Lazio-Pordenone     | 2-0         |
| 0-2         | Milan 82-Reggiana   | 1-2         |
| 3-1         | Modena-Fiammamonza  | 1-2         |
| 3-0         | Napoli-Firenze      | 4-2         |
| 0-0         | Prato-Juventus      | 2-2         |
| 3-0         | Torino-Juve Siderno | 0-3         |
| 6-0         | Trani 80-Giugliano  | 4-0         |

| andata      | 4ª giornata           | ritorno    |
| 13 dic 1986 |                       | 4 apr 1987 |
| 2-1         | Fiammamonza-Giugliano | 3-1        |
| 1-1         | Juventus-Modena       | 0-5        |
| 2-1         | Juve Siderno-Ascoli   | 2-0        |
| 2-0         | Napoli-Milan 82       | 1-1        |
| 3-2         | Pordenone-Torino      | 0-1        |
| 1-3         | Prato-Lazio           | 0-3        |
| 0-6         | Reggiana-Trani 80     | 1-1        |
| 1-3         | Roma-Firenze          | 1-5        |

| andata      | 7ª giornata          | ritorno    |
| 10 gen 1987 |                      | 2 mag 1987 |
| 0-1         | Ascoli-Reggiana      | 1-0        |
| 1-2         | Fiammamonza-Lazio    | 1-3        |
| 0-1         | Firenze-Juve Siderno | 1-2        |
| 0-1         | Giugliano-Milan 82   | 1-0        |
| 2-3         | Modena-Trani 80      | 1-2        |
| 1-1         | Pordenone-Juventus   | 3-3        |
| 1-3         | Roma-Napoli          | 1-3        |
| 3-4         | Torino-Prato         | 1-1        |

| andata      | 10ª giornata          | ritorno     |
| 31 gen 1987 |                       | 23 mag 1987 |
| 1-0         | Ascoli-Modena         | 1-1         |
| 0-3         | Firenze-Prato         | 1-1         |
| 0-4         | Milan 82-Lazio        | 0-6         |
| 1-0         | Napoli-Giugliano      | 0-1         |
| 2-2         | Reggiana-Juve Siderno | 1-1         |
| 0-3         | Roma-Juventus         | 0-2         |
| 0-0         | Torino-Fiammamonza    | 0-1         |
| 4-2         | Trani 80-Pordenone    | 3-2         |

| andata      | 13ª giornata           | ritorno     |
| 21 feb 1987 |                        | 20 giu 1987 |
| 1-0         | Fiammamonza-Napoli     | 1-0         |
| 1-2         | Giugliano-Torino       | 1-2         |
| 1-1         | Juventus-Milan 82      | 3-2         |
| 1-0         | Juve Siderno-Pordenone | 1-2         |
| 3-1         | Lazio-Ascoli           | 1-0         |
| 5-0         | Modena-Roma            | 4-0         |
| 0-2         | Prato-Reggiana         | 1-0         |
| 5-0         | Trani 80-Firenze       | 3-1         |

| andata      | 2ª giornata           | ritorno     |
| 29 nov 1986 |                       | 21 mar 1987 |
| 1-0         | Fiammamonza-Ascoli    | 1-0         |
| 1-3         | Firenze-Modena        | 0-1         |
| 2-1         | Giugliano-Prato       | 0-0         |
| 1-2         | Juventus-Lazio        | 0-2         |
| 1-1         | Juve Siderno-Trani 80 | 1-3         |
| 0-2         | Pordenone-Milan 82    | 0-0         |
| 1-1         | Reggiana-Napoli       | 0-2         |
| 0-4         | Roma-Torino           | 1-4         |

| andata      | 5ª giornata          | ritorno     |
| 20 dic 1986 |                      | 11 apr 1987 |
| 2-0         | Ascoli-Prato         | 2-1         |
| 2-1         | Firenze-Pordenone    | 1-0         |
| 1-1         | Giugliano-Juventus   | 2-0         |
| 1-2         | Milan 82-Fiammamonza | 0-1         |
| 0-1         | Modena-Juve Siderno  | 3-2         |
| 1-2         | Roma-Reggiana        | 0-4         |
| 0-1         | Torino-Napoli        | 1-2         |
| 2-0         | Trani 80-Lazio       | 1-2         |

| andata      | 8ª giornata           | ritorno    |
| 17 gen 1987 |                       | 9 mag 1987 |
| 0-0         | Juve Siderno-Juventus | 2-2        |
| 3-1         | Lazio-Giugliano       | 1-0        |
| 6-0         | Milan 82-Roma         | 2-0        |
| 3-2         | Napoli-Ascoli         | 1-1        |
| 0-0         | Prato-Modena          | 0-2        |
| 2-2         | Reggiana-Pordenone    | 0-0        |
| 1-0         | Torino-Firenze        | 0-0        |
| 3-1         | Trani 80-Fiammamonza  | 3-0        |

| andata     | 11ª giornata        | ritorno     |
| 7 feb 1987 |                     | 30 mag 1987 |
| 7-0        | Fiammamonza-Roma    | 2-1         |
| 2-2        | Giugliano-Ascoli    | 2-1         |
| 2-3        | Juventus-Torino     | 0-4         |
| 2-0        | Juve Siderno-Napoli | 0-0         |
| 2-1        | Lazio-Firenze       | 5-0         |
| 1-1        | Modena-Reggiana     | 0-2         |
| 1-1        | Prato-Pordenone     | 0-1         |
| 2-0        | Trani 80-Milan 82   | 1-1         |

| andata      | 14ª giornata          | ritorno     |
| 28 feb 1987 |                       | 27 giu 1987 |
| 0-2         | Firenze-Ascoli        | 1-1         |
| 0-0         | Juve Siderno-Prato    | 1-1         |
| 0-0         | Milan 82-Modena       | 1-1         |
| 2-1         | Napoli-Lazio          | 0-1         |
| 0-1         | Pordenone-Fiammamonza | 1-1         |
| 4-2         | Reggiana-Juventus     | 2-1         |
| 1-4         | Roma-Giugliano        | 0-4         |
| 0-4         | Torino-Trani 80       | 0-3         |

| andata     | 3ª giornata           | ritorno     |
| 6 dic 1986 |                       | 28 mar 1987 |
| 0-0        | Ascoli-Juventus       | 2-0         |
| 2-1        | Firenze-Fiammamonza   | 1-1         |
| 5-0        | Lazio-Roma            | 4-0         |
| 1-1        | Milan 82-Juve Siderno | 0-3         |
| 2-0        | Modena-Giugliano      | 4-1         |
| 1-1        | Napoli-Pordenone      | 1-1         |
| 2-0        | Torino-Reggiana       | 0-2         |
| 10-0       | Trani 80-Prato        | 3-0         |

| andata     | 6ª giornata            | ritorno     |
| 3 gen 1987 |                        | 25 apr 1987 |
| 1-1        | Juventus-Fiammamonza   | 1-0         |
| 0-0        | Juve Siderno-Giugliano | 1-1         |
| 4-1        | Lazio-Modena           | 0-1         |
| 2-0        | Milan 82-Torino        | 1-2         |
| 0-0        | Napoli-Trani 80        | 0-1         |
| 3-1        | Pordenone-Ascoli       | 1-1         |
| 2-0        | Prato-Roma             | 2-0         |
| 3-1        | Reggiana-Firenze       | 1-2         |

| andata      | 9ª giornata        | ritorno     |
| 24 gen 1987 |                    | 16 mag 1987 |
| 1-4         | Ascoli-Torino      | 0-2         |
| 4-1         | Fiammamonza-Prato  | 2-0         |
| 1-1         | Firenze-Milan 82   | 0-1         |
| 2-1         | Giugliano-Reggiana | 3-3         |
| 2-1         | Juventus-Trani 80  | 2-4         |
| 0-0         | Lazio-Juve Siderno | 4-1         |
| 1-1         | Modena-Napoli      | 1-1         |
| 4-0         | Pordenone-Roma     | 1-1         |

| andata      | 12ª giornata         | ritorno    |
| 14 feb 1987 |                      | 6 giu 1987 |
| 0-3         | Ascoli-Trani 80      | 1-5        |
| 0-2         | Firenze-Giugliano    | 0-0        |
| 2-0         | Milan 82-Prato       | 0-1        |
| 1-0         | Napoli-Juventus      | 2-2        |
| 0-0         | Pordenone-Modena     | 3-4        |
| 1-2         | Reggiana-Fiammamonza | 0-0        |
| 0-4         | Roma-Juve Siderno    | 1-3        |
| 0-2         | Torino-Lazio         | 0-3        |

| andata     | 15ª giornata             | ritorno    |
| 7 mar 1987 |                          | 4 lug 1987 |
| 0-1        | Ascoli-Milan 82          | 1-2        |
| 1-0        | Fiammamonza-Juve Siderno | 1-0        |
| 1-1        | Giugliano-Pordenone      | 1-2        |
| 2-2        | Juventus-Firenze         | 0-1        |
| 6-0        | Lazio-Reggiana           | 4-1        |
| 5-2        | Modena-Torino            | 1-2        |
| 0-0        | Prato-Napoli             | 0-3        |
| 5-0        | Trani 80-Roma            | 3-0        |

## Verdetti finali
- Lazio Campione d'Italia 1986-1987.
- Firenze, Juventus e Roma retrocesse in Serie B 1987-1988.